# Byeon Hee-bong

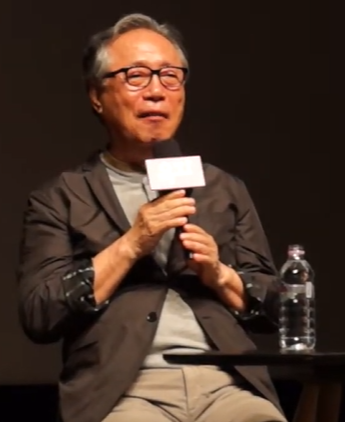
Byeon Hee-bong, 2017

Byeon Hee-bong (* 8. Juni 1942 in Jangeseong, Süd-Jeolla, Chōsen als Byeon In-cheol (변인철); † 18. September 2023) war ein südkoreanischer Schauspieler, der international vor allem durch seine Rolle in The Host bekannt wurde. In den 1970er Jahren wurde er durch seine exzentrischen Rollen in südkoreanischen Dramaserien ein Kultstar.

## Filmografie

### Filme
- 2000: Barking Dogs Never Bite
- 2001: Volcano High
- 2003: Teacher Mr. Kim
- 2003: Memories of Murder
- 2003: Scent of Love
- 2003: Spring Breeze
- 2004: Au Revoir, UFO
- 2004: To Catch a Virgin Ghost
- 2004: Teacher vs Student
- 2005: Another Public Enemy
- 2005: Crying Fist
- 2006: A Big Match
- 2006: The Host
- 2006: Mission Sex Control
- 2007: Small Town Rivals
- 2008: The Devil’s Game
- 2009: Bronze Medalist
- 2009: Searching for the Elephant
- 2010: Haunters
- 2011: In Love and War
- 2017: Okja

### Fernsehdramen (Auswahl)
- 1971: Susabanjang (수사반장)
- 1973: Susabonbu (113 수사본부)
- 1974: Dangolne (단골네)
- 2010: Master of Study
- 2010: My Girlfriend is a Gumiho
- 2014: Pinocchio